# دائرة القنطرة
'دائرة 'قنطرة هي إحدى دوائر ولاية بسكرة الجزائرية.